# لیوبیسا جورجویچ
لیوبیسا جورجویچ (انگلیسی: Ljubiša Đorđević؛ ۱۹ ژوئن ۱۹۰۶ – ۲ نوامبر ۱۹۴۴) بازیکن فوتبال اهل یوگسلاوی بود.
از باشگاه‌هایی که در آن بازی کرده‌است می‌توان به باشگاه فوتبال بئوگراد اشاره کرد.
وی همچنین در تیم ملی فوتبال یوگسلاوی بازی کرده‌است.